# Czesława Surdel
Czesława Surdel po mężu Mikulska (ur. 4 lipca 1954 w Szczecinie) – polska lekkoatletka, specjalistka biegów średniodystansowych, trzykrotna mistrzyni Polski.

## Kariera
Odpadła w eliminacjach biegu na 1500 metrów na mistrzostwach Europy w 1974 w Rzymie. Na halowych mistrzostwach Europy w 1976 w Monachium zajęła 9. miejsce na tym dystansie.
W latach 1974-1975 startowała w czterech meczach reprezentacji Polski (4 starty), odnosząc 1 zwycięstwo indywidualne.
29 czerwca 1974 w Warszawie ustanowiła rekord Polski w biegu na 1500 metrów wynikiem 4:15,3.
Była mistrzynią Polski w biegu na 1500 metrów w 1974 oraz w biegu przełajowym (na krótkim dystansie) w 1974 i 1975. Zdobyła również srebrny medal w biegu na 1500 metrów w halowych mistrzostwach Polski w 1976.
Była zawodniczką Budowlanych Szczecin i Budowlanych Bydgoszcz.
Rekordy życiowe::
| Konkurencja         | Data i miejsce             | Wynik  |
| ------------------- | -------------------------- | ------ |
| bieg na 800 metrów  | 15 września 1974, Warszawa | 2:03,9 |
| bieg na 1000 metrów | 20 sierpnia 1974, Spała    | 2:44,5 |
| bieg na 1500 metrów | 29 czerwca 1974, Warszawa  | 4:15,3 |